# Ordre d'Omar Torrijos Herrera
L'ordre d'Omar Torrijos Herrera est un ordre du Panama, nommé en l'honneur d'Omar Torrijos Herrera (1929-1981), qui était le commandant des forces panaméennes de la révolution panaméenne. Elle a été créée par la loi n° 23 du 14 décembre 1982 et régie par le décret exécutif n° 336 du 13 juillet 1995. Le règlement a été modifié par le décret exécutif n° 1 du 11 janvier 2006.

## Classes et grades
Le prix est divisé en classes civiles et militaires. La classe civile se compose de quatre grades :
- Grand-croix extraordinaire (Gran Cruz Extraordinaria)
- Grand-croix (Gran Cruz)
- Syndic avec plaque (Encomienda con Placa)
- Commandant (Comendador)

La classe militaire a trois grades :
- Croix de grand officier (Gran Cruz de Oficial)
- Grand-croix d'Argent (Gran Cruz de Plata)
- Chevalier (Caballero)

## Récipiendaires notables
- Rod Carew[2],
- Fidel Castro[3],
- Luiz Inácio Lula da Silva[4],
- Marta Matamoros, Grand-Croix[5],[6],
- Cirilo McSween, grand-croix extraordinaire[7],
- Tabaré Vázquez[8].